# PalaElettra
Il PalaElettra è un palazzetto dello sport di Pescara con una capienza di quasi 2.000 posti.  Il campo da gioco è in parquet in legno. è situato in Via Elettra ed è dedicato a S. Cornacchia.
Può ospitare competizioni di pallacanestro, pallavolo e altre manifestazioni extrasportive.
La struttura ha ospitato le competizioni di pallacanestro femminile dei Giochi del Mediterraneo di Pescara 2009, durante il quale ha subito lavori per l'adeguato svolgimento della manifestazione, vi gioca le sue partite di Divisione Nazionale B la squadra locale dell'Amatori Pallacanestro Pescara.
È dotato di un'infermeria e un laboratorio antidoping e alcuni magazzini.